# 土屋雅敬
土屋 雅敬（つちや まさたか、1924年10月8日 - ）は、広島県広島市出身の元プロ野球選手（内野手、外野手）・解説者・評論家。
登録名は1950年 - 1952年は土屋 五郎、1953年 - 1955年は土屋 伍郎、1956年・1957年は土屋 雅敬。

## 来歴・人物
広島商業ではエース、四番打者として、1942年に「幻の甲子園大会」と呼ばれる全国中等学校野球大会に出場。準決勝まで勝ち進んだが、平安中に逆転負けした。優勝は須本憲一が主将をつとめた徳島商。この大会は戦局の悪化で主催の朝日新聞が降り、文部省と大日本学徒体育振興会の主催で、従来の夏の大会と同じ形で甲子園で行われた。ただし朝日新聞の主催でない為、公式記録には入っていない。
広島商は土屋も含めて投手力が弱く、準々決勝では仙台一中に対し27四死球を記録した。また仙台一中も18四死球、両チーム合計45四死球に上った。この試合の球審を務めた天知俊一が高めの投球にストライクを取らなかったのも原因の一つと言われる。またこの試合のスコアは28対10であり、広島商が7回裏に17点取っている。甲子園での1試合最多得点記録は1985年のPL学園×東海大山形の合計36点だが、これをも凌ぐ試合となった。
この大会の出場選手には、南海の名選手・名参謀だった蔭山和夫、蔭山の市岡中をノーヒットノーランで破った富樫淳（平安中、のち阪神、平安高校監督）、早大の名監督・石井藤吉郎（水戸商）、毎日の“火の玉”投手荒巻淳（大分商）らのちの名選手・名指導者が出場している。
その後は法政大学に進学し野手に転向。東京六大学野球リーグでは1947年秋季リーグで首位打者を獲得。コロムビアを経て、1950年の国鉄スワローズの結成に参加。開幕直後から右翼手、一塁手として起用され、3月24日、対読売ジャイアンツ戦（後楽園球場）でスワローズ球団の公式戦第1号ホームランを記録した。シーズン後半には俊足巧打を買われ一番打者、中堅手に定着した。同年は規定打席（24位、打率.287）にも到達。翌1951年は規定打席には届かなかったが、52盗塁で盗塁王を獲得、打率.302を記録した。規定打席未到達での50盗塁超えは、2020年に周東佑京（福岡ソフトバンクホークス）が50盗塁を記録するまで69シーズンに亘り唯一の記録であり、2020年時点でも最多である。1953年4月9日には名古屋ドラゴンズを相手に1試合5盗塁を決めている。デビュー当時の金田正一の親友だった。しかし1954年には出場機会が減少し、1955年に広島カープに移籍。同年は31試合に先発するが、1956年限りで現役を引退。
引退後は中国放送解説者・日刊スポーツ評論家を務め、1960年の日本シリーズでは大和球士（報知新聞）・後藤次男（日経新聞）と共に、大洋の優勝を予想して的中している。

## 詳細情報

### 年度別打撃成績
| 年 度     | 球 団     | 試 合 | 打 席 | 打 数 | 得 点 | 安 打 | 二 塁 打 | 三 塁 打 | 本 塁 打 | 塁 打 | 打 点 | 盗 塁 | 盗 塁 死 | 犠 打 | 犠 飛 | 四 球 | 敬 遠 | 死 球 | 三 振 | 併 殺 打 | 打 率 | 出 塁 率 | 長 打 率 | O P S |
| --------- | --------- | ----- | ----- | ----- | ----- | ----- | -------- | -------- | -------- | ----- | ----- | ----- | -------- | ----- | ----- | ----- | ----- | ----- | ----- | -------- | ----- | -------- | -------- | ----- |
| 1950      | 国鉄      | 110   | 348   | 307   | 47    | 88    | 13       | 2        | 3        | 114   | 26    | 16    | 9        | 3     | --    | 37    | --    | 1     | 20    | 7        | .287  | .365     | .371     | .737  |
| 1951      | 国鉄      | 75    | 304   | 265   | 52    | 80    | 9        | 0        | 2        | 95    | 26    | 52    | 8        | 8     | --    | 30    | --    | 1     | 15    | 2        | .302  | .375     | .358     | .733  |
| 1952      | 国鉄      | 119   | 395   | 345   | 40    | 76    | 8        | 5        | 0        | 94    | 27    | 29    | 12       | 8     | --    | 42    | --    | 0     | 26    | 5        | .220  | .305     | .272     | .577  |
| 1953      | 国鉄      | 99    | 287   | 261   | 37    | 71    | 7        | 0        | 0        | 78    | 14    | 27    | 14       | 4     | --    | 21    | --    | 1     | 19    | 2        | .272  | .329     | .299     | .627  |
| 1954      | 国鉄      | 53    | 85    | 76    | 3     | 8     | 2        | 0        | 0        | 10    | 4     | 4     | 3        | 1     | 1     | 7     | --    | 0     | 14    | 3        | .105  | .181     | .132     | .312  |
| 1955      | 広島      | 70    | 158   | 133   | 13    | 31    | 4        | 0        | 2        | 41    | 9     | 11    | 2        | 2     | 0     | 21    | 0     | 2     | 10    | 1        | .233  | .346     | .308     | .654  |
| 1956      | 広島      | 76    | 91    | 79    | 11    | 18    | 2        | 0        | 0        | 20    | 2     | 1     | 1        | 0     | 0     | 10    | 0     | 2     | 8     | 2        | .228  | .330     | .253     | .583  |
| 通算：7年 | 通算：7年 | 602   | 1668  | 1466  | 203   | 372   | 45       | 7        | 7        | 452   | 108   | 140   | 49       | 26    | 1     | 168   | 0     | 7     | 112   | 22       | .254  | .333     | .308     | .642  |

- 各年度の太字はリーグ最高

### タイトル
- 盗塁王：1回 （1951年）

### 記録
- 規定打席未到達の選手によるシーズン最多盗塁：52　※NPB記録およびセ・リーグ記録

### 背番号
- 9 （1950年）
- 24 （1951年 - 1953年）
- 2 （1954年）
- 11 （1955年 - 1957年）

### 登録名
- 土屋 五郎 （つちや ごろう、1950年 - 1952年）
- 土屋 伍郎 （つちや ごろう、1953年 - 1955年）
- 土屋 雅敬 （つちや まさたか、1956年 - 1957年）